# Oak Ridge (Florida)
Oak Ridge ist ein census-designated place (CDP) im Orange County im US-Bundesstaat Florida. Das U.S. Census Bureau hat bei der Volkszählung 2020 eine Einwohnerzahl von 25.062 ermittelt.

## Geographie
Oak Ridge grenzt im Nordwesten direkt an Orlando. Der CDP wird vom Florida’s Turnpike sowie auf einer gemeinsamen Trasse von den U.S. Highways 17, 92 und 441 (SR 600) tangiert.

## Demographische Daten
Laut der Volkszählung 2010 verteilten sich die damaligen 22.685 Einwohner auf 8.396 Haushalte. Die Bevölkerungsdichte lag bei 2.465,8 Einw./km². 38,8 % der Bevölkerung bezeichneten sich als Weiße, 40,0 % als Afroamerikaner, 0,6 % als Indianer und 4,3 % als Asian Americans. 11,5 % gaben die Angehörigkeit zu einer anderen Ethnie und 4,7 % zu mehreren Ethnien an. 44,0 % der Bevölkerung bestand aus Hispanics oder Latinos.
Im Jahr 2010 lebten in 43,4 % aller Haushalte Kinder unter 18 Jahren sowie 16,4 % aller Haushalte Personen mit mindestens 65 Jahren. 69,8 % der Haushalte waren Familienhaushalte (bestehend aus verheirateten Paaren mit oder ohne Nachkommen bzw. einem Elternteil mit Nachkomme). Die durchschnittliche Größe eines Haushalts lag bei 3,07 Personen und die durchschnittliche Familiengröße bei 3,48 Personen.
30,7 % der Bevölkerung waren jünger als 20 Jahre, 34,6 % waren 20 bis 39 Jahre alt, 24,1 % waren 40 bis 59 Jahre alt und 10,6 % waren mindestens 60 Jahre alt. Das mittlere Alter betrug 30 Jahre. 51,0 % der Bevölkerung waren männlich und 49,0 % weiblich.
Das durchschnittliche Jahreseinkommen lag bei 29.734 $, dabei lebten 27,2 % der Bevölkerung unter der Armutsgrenze.
Im Jahr 2000 war Englisch die Muttersprache von 41,79 % der Bevölkerung, Spanisch sprachen 40,92 % und 17,29 % hatten eine andere Muttersprache.